# Robert Rossen
Robert Rossen, eigentlich Robert Rosen (* 16. März 1908 in New York City; † 18. Februar 1966 in Hollywood) war ein US-amerikanischer Drehbuchautor, Filmregisseur und Produzent.

## Leben
Rossen, der Sohn russisch-jüdischer Einwanderer und in ärmlichen Verhältnissen in der Lower East Side aufgewachsen, sammelte erste Erfahrungen als Regisseur und Autor am Theater. Ab 1936 schrieb Rossen Drehbücher für die Filmproduktionsgesellschaft Warner Bros. und zählte bald zu den bestbezahlten Autoren Hollywoods. 1937 trat Rossen der Kommunistischen Partei der USA (CPUSA) bei, in der er zehn Jahre lang Mitglied blieb. 1944 verließ er Warner Bros. Seine ersten großen Erfolge hatte Rossen nach dem Zweiten Weltkrieg, als er begann, als Regisseur für Columbia Pictures seine Drehbücher selbst zu realisieren. Ein Schwerpunkt seiner Arbeit war der Film noir; neben seinen Filmen Johnny O’Clock und Jagd nach Millionen schrieb er für Lewis Milestone Die seltsame Liebe der Martha Ivers, produzierte Joseph H. Lewis’ Alarm in der Unterwelt und wirkte ungenannt am Drehbuch von Edgar G. Ulmers Ohne Erbarmen mit.
1950 erhielt Rossen den Oscar als Produzent für seinen Film Der Mann, der herrschen wollte (All the King's Men) in der Kategorie Bester Film. Derselbe Film brachte ihm auch Golden Globes in den Kategorien Beste Regie und Bester Film – Drama ein.
1951 wurde Rossen im Zuge der Überprüfung der politischen Gesinnung von Filmschaffenden vor dem House Un-American Activities Committee (HUAC) als Kommunist denunziert. Daraufhin kündigte Columbia Pictures die Zusammenarbeit auf. Rossen weigerte sich bei seiner ersten Vorladung vor das HUAC zunächst, die Namen ehemaliger linker Weggefährten preiszugeben. Dies führte zu seinem beruflichen Aus in Hollywood, weshalb Rossen schließlich im Mai 1953 erneut vor dem Ausschuss erschien und die gewünschten Namen nannte. Zwar konnte Rossen wieder im Filmgeschäft arbeiten, jedoch drehte er nicht mehr in Hollywood und blieb auch von seinen einstigen Weggefährten isoliert. Sein einziger Publikums- und Kritikererfolg in späteren Jahren war das Spielerdrama Haie der Großstadt (1961), für das er erneut für den Oscar nominiert wurde. Er starb während der Vorbereitungen zu seinem Projekt Cocoa Beach.

## Filmografie (Auswahl)

### Als Drehbuchautor
- 1937: They Won’t Forget – Mervyn LeRoy
- 1938: Racket Busters – Regie: Lloyd Bacon
- 1939: Weg aus dem Nichts (Dust Be My Destiny) – Regie: Lewis Seiler
- 1939: Die wilden Zwanziger (The Roaring Twenties)
- 1939: A Child Is Born – Regie: Lloyd Bacon
- 1941: Der Seewolf (The Sea Wolf)
- 1941: Ufer im Nebel (Out of the Fog)
- 1941: Blues in the Night
- 1941: Dem Schicksal vorgegriffen ( Flight from Destiny)
- 1943: Aufstand in Trollness (Edge of Darkness)
- 1945: Landung in Salerno (A Walk in the Sun)
- 1946: Die seltsame Liebe der Martha Ivers (The Strange Love of Martha Ivers)
- 1947: Desert Fury – Liebe gewinnt (Desert Fury)
- 1961: Die Verdammten der Meere (Billy Budd)

### Als Regisseur
- 1947: Johnny O’Clock
- 1947: Jagd nach Millionen (Body and Soul)
- 1949: Der Mann, der herrschen wollte (All the King’s Men)
- 1951: Frauen und Toreros (The Brave Bulls)
- 1954: Mambo
- 1956: Alexander der Große (Alexander the Great)
- 1957: Heiße Erde (Island in the Sun)
- 1959: Sie kamen nach Cordura (They Came to Cordura)
- 1961: Haie der Großstadt (The Hustler)
- 1964: Lilith

### Als Produzent
- 1949: Alarm in der Unterwelt (The Undercover Man)